# История студенческих объединений

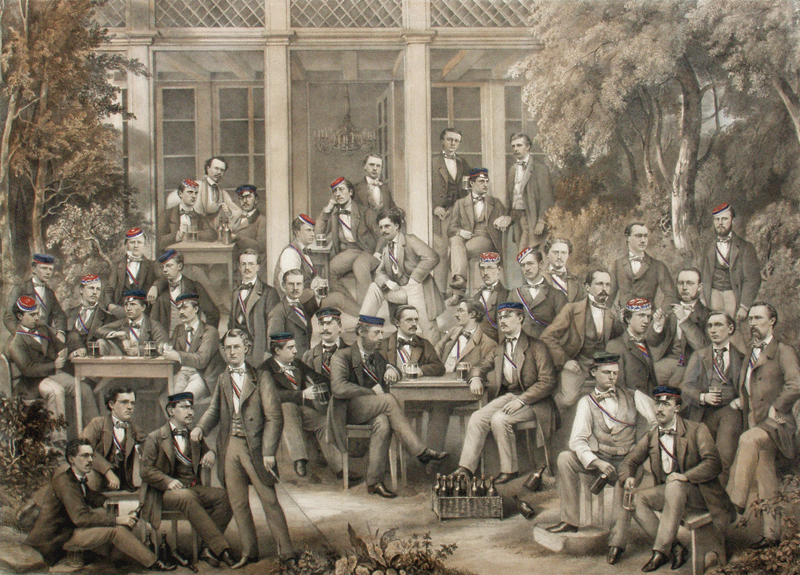
Типичная групповая фотография корпорантов 1850-х годов. Цветная литография. Корпус Фризо-Люнебургия Гёттинген

История студенческих объединений тесно связана с историей университетов. В статье описывается история студенческих объединений со времен первых средневековых университетов.

## Возникновение корпораций в европейских университетах

### Древний период
Уже в древние времена студенты организовывали так называемые симпосии, во время которых устраивали серьёзные и веселые беседы. Прообразы университетов были, например, в Александрии, Афинах и Византии. Таким образом, симпосии были предшественником коммерса (официальный праздник, который проводится в студенческих объединениях) или кнейпов (пирушек в студенческих объединениях Германии).

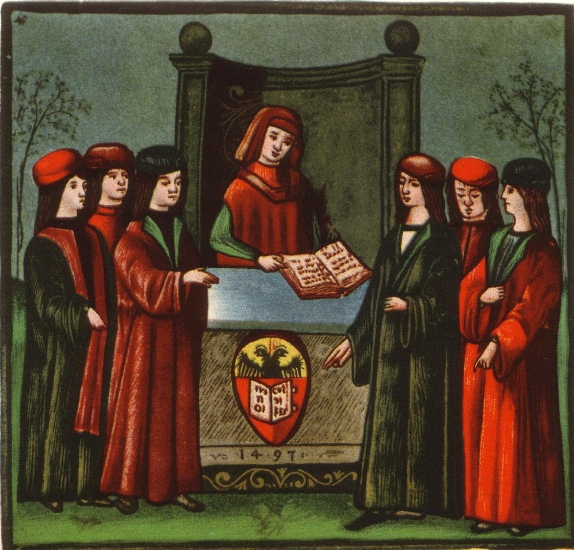
Прием студента в Natio Germanica Bononiae, немецкое объединение в Болонском университете (15 век)

### Средневековье
С первыми европейскими университетами в 12 и 13 веках возникли и объединения студентов. Они разработали определённые формы, которые должны рассматриваться как ранние предшественники современных традиций студенческих объединений. До этого, начиная с седьмого века, воспитание происходило в основном в школах при монастырях, причем на первом плане стояли авторитетность и монополистическое воспитание. Две предпосылки привели к появлению университетов. С одной стороны, дух схоластики с его системой диалектической триады тезиса, антитезиса и синтеза основал новое понятие науки, с другой стороны, социальное развитие того времени склонялось к образованию таких корпораций, как гильдии, цеха и ордена, так что теперь появились и учителя, и ученики в различных областях науки.
В Сорбонне (около 1200 г.) была философская школа, в Болонском университете (1088) — юридическая и в салернской врачебной школе (около 1160), которые постепенно объединялись в большие сообщества — университеты, где можно было проводить общие занятия.
В Средние века совокупность (universitas) профессоров и студентов вузов была разделена на корпорации, называемые нациями, из которых четыре было в Париже и семнадцать в Болонье. Они служили, как гильдии, для защиты своих членов, которые выступали за права своих членов и, кроме того, имели конституционный характер в рамках universitas. Это особенно заметно в Болонье, где университет раньше назывался universitas magistrorum et scholarium и где студенты, среди прочего, имели право выбора ректоров, деканов и контроля над профессорами.
Сорбонна в 13 веке должна рассматриваться как прообраз северного университета профессоров. Там были практически такие же нации, но, в отличие от Болоньи, их возглавлял магистр. Другие нации существовали в Пражском университете, первом университете в Священной Римской империи.
Параллельно в Париже и Англии возникли так называемые «колледжи». Когда король Генрих II отозвал английских студентов из Парижа в 1167 году назад, а из школ города Оксфорда был сформирован университет. После ссоры в начале 13-го века три тысячи ученых переехали из Оксфорда в Кембридж, где они основали новый университет. Оба университета были организованы по парижской модели, в каждом из них было по две нации. Так как университеты появились из разных школ, они распределились по многим зданиям, арендованным домам и церквям, так как поначалу не существовало центрального здания. Особой проблемой стало жильё для студентов. Чтобы исправить эту ситуацию, чаще всего благодаря фондам, были созданы колледжи (colleges), в которых студенты могли жить и обучаться. Они были похожи на интернаты и также возглавлялись магистром. Это были профессиональные объединения независимо от их принадлежности к нации.
Самый знаменитый колледж основал в 1257 году капеллан короля Людовика святого Робер де Сорбон, который в конечном итоге дал свое имя всему Парижскому университету. Он был предназначен для бедных студентов теологии, не был ограничен принципом землячества. Жизнь в этих колледжах следовала правилам нищенствующих орденов, францисканцев, доминиканцев и ориентировалась в соответствии с этим. Колледжи просуществовали до Великой французской революции. В Оксфорде и Кембридже до сих пор существуют «колледжи» как наиболее богатый фонд, система преподавания гарантирует, что будет регулироваться учёба; докторант остается связан со своим колледжем в качестве действительного члена на протяжении всей своей жизни. Колледжи и нации регулировали не только учёбу, но и личную жизнь.

### Первые немецкие университеты
Более поздние университеты в Европе были основаны по образцу первоначальных университетов указом суверена или коммуны, для чего требовалась папская привилегия. До середины 14-го века немцы учились в иностранных университетах, что было достаточно для нужд того времени. В 1348 году император Карл IV как король Богемии основал первый университет в Праге на территории Священной Римской империи. Далее последовали Венский университет (1365), Гейдельбергский университет (1386), Кёльнский университет (1388), Эрфуртский университет (1392) и, наконец, Лейпцигский университет, который был основан в 1409 году профессорами и студентами, покинувшими Прагу из-за гуситского движения. Пражский университет перенял из Парижа разделение на четыре факультета и нации, что, таким образом, стало основополагающим элементом. То же самое было в Вене. Другие университеты отказались от наций, как и основанные позже почти все немецкие вузы, только Лейпцигский университет перенял пражскую модель. Здесь, как и в Венском университете, существовали нации, хотя и в меньшей степени, до 19-го века, в конце концов, они по-прежнему несли ответственность за имматрикуляцию и получение ученой степени. Каждая нация была прикреплена к колледжу. В других университетах уже существовало деление на факультеты.